# Liste des monarques de Nouvelle-Zélande
Cet article présente la liste des monarques de Nouvelle-Zélande. La Nouvelle-Zélande obtient le statut de dominion en 1907 et devient pleinement souveraine avec sa ratification du Statut de Westminster en 1947. Le pays partage son monarque avec le Royaume-Uni et les autres royaumes du Commonwealth.
Le monarque néo-zélandais règne également aux Îles Cook et à Niue, deux États en libre association avec la Nouvelle-Zélande, respectivement depuis 1965 et 1974.

## Liste des monarques néo-zélandais
| Portrait | Nom de règne                                                                                  | Règne            | Règne            | Nom complet                                         | Consort                      |
| --- | --------------------------------------------------------------------------------------------- | ---------------- | ---------------- | --------------------------------------------------- | ---------------------------- |
| | Victoria (1819-1901) Maison de Hanovre                                                        | 6 février 1840   | 22 janvier 1901  | Alexandrina Victoria                                | Albert de Saxe-Cobourg-Gotha |
| Gouverneurs : William Hobson, Willoughby Shortland (en), Robert FitzRoy, Sir George Grey, Sir Robert Wynyard (en), Sir Thomas Browne, Sir George Bowen, Sir George Arney (en), Sir James Fergusson, George Phipps, Sir James Prendergast (en), Sir Hercules Robinson, Sir Arthur Hamilton-Gordon, Sir William Jervois, William Onslow, David Boyle, Uchter Knox | Victoria (1819-1901) Maison de Hanovre                                                        |                  |                  |                                                     |                              |
| Premiers ministres : Henry Sewell, William Fox, Edward Stafford, Alfred Domett, Frederick Whitaker, Frederick Weld, George Waterhouse, Sir Julius Vogel, Daniel Pollen, Harry Atkinson, Sir George Grey, Sir John Hall, John Ballance, Richard Seddon | Victoria (1819-1901) Maison de Hanovre                                                        |                  |                  |                                                     |                              |
| | Édouard VII (1841-1910) Maison de Saxe-Cobourg-Gotha                                          | 22 janvier 1901  | 6 mai 1910       | Albert Edward                                       | Alexandra de Danemark        |
| Gouverneurs : Uchter Knox, William Plunket, Sir Robert Stout | Édouard VII (1841-1910) Maison de Saxe-Cobourg-Gotha                                          |                  |                  |                                                     |                              |
| Premiers ministres : Richard Seddon, Sir William Hall-Jones, Sir Joseph Ward | Édouard VII (1841-1910) Maison de Saxe-Cobourg-Gotha                                          |                  |                  |                                                     |                              |
| | George V (1865-1936) Maison de Saxe-Cobourg-Gotha (jusqu'en 1917) Maison Windsor (après 1917) | 6 mai 1910       | 20 janvier 1936  | George Frederick Ernest Albert                      | Mary de Teck                 |
| Gouverneurs généraux : Sir Robert Stout, John Dickson-Poynder, Arthur Foljambe, John Jellicoe, Sir Charles Fergusson, Sir Michael Myers (en), Charles Bathurst | George V (1865-1936) Maison de Saxe-Cobourg-Gotha (jusqu'en 1917) Maison Windsor (après 1917) |                  |                  |                                                     |                              |
| Premiers ministres : Sir Joseph Ward, Thomas Mackenzie, William Massey, Sir Francis Bell, Gordon Coates, George Forbes, Michael Joseph Savage | George V (1865-1936) Maison de Saxe-Cobourg-Gotha (jusqu'en 1917) Maison Windsor (après 1917) |                  |                  |                                                     |                              |
| | Édouard VIII (1894-1972) Maison Windsor                                                       | 20 janvier 1936  | 11 décembre 1936 | Edward Albert Christian George Andrew Patrick David | Aucun                        |
| Gouverneur général : George Monckton-Arundell | Édouard VIII (1894-1972) Maison Windsor                                                       |                  |                  |                                                     |                              |
| Premier ministre : Michael Joseph Savage | Édouard VIII (1894-1972) Maison Windsor                                                       |                  |                  |                                                     |                              |
| | George VI (1895-1952) Maison Windsor                                                          | 11 décembre 1936 | 6 février 1952   | Albert Frederick Arthur George                      | Elizabeth Bowes-Lyon         |
| Gouverneurs généraux : George Monckton-Arundell, Cyril Newall | George VI (1895-1952) Maison Windsor                                                          |                  |                  |                                                     |                              |
| Premiers ministres : Michael Joseph Savage, Peter Fraser, Sir Sidney Holland | George VI (1895-1952) Maison Windsor                                                          |                  |                  |                                                     |                              |
| | Élisabeth II (1926-2022) Maison Windsor                                                       | 6 février 1952   | 8 septembre 2022 | Elizabeth Alexandra Mary                            | Philip Mountbatten           |
| Gouverneurs généraux : Bernard Freyberg, Sir Humphrey O'Leary (en), Charles Norrie, Sir Harold Barrowclough, Charles Lyttelton, Sir Bernard Fergusson, Sir Richard Wild (en), Sir Arthur Porritt, Sir Denis Blundell, Sir Keith Holyoake, Sir Ronald Davison (en), Sir David Beattie, Sir Paul Reeves, Dame Catherine Tizard, Sir Michael Boys, Dame Sian Elias, Dame Silvia Cartwright, Sir Anand Satyanand, Sir Jerry Mateparae, Dame Patsy Reddy, Dame Helen Winkelmann (en), Dame Cindy Kiro | Élisabeth II (1926-2022) Maison Windsor                                                       |                  |                  |                                                     |                              |
| Premiers ministres : Sir Sidney Holland, Sir Keith Holyoake, Sir Walter Nash, Sir John Marshall, Norman Kirk, Sir Bill Rowling, Sir Robert Muldoon, David Lange, Sir Geoffrey Palmer, Mike Moore, Jim Bolger, Dame Jenny Shipley, Helen Clark, Sir John Key, Sir Bill English, Jacinda Ardern | Élisabeth II (1926-2022) Maison Windsor                                                       |                  |                  |                                                     |                              |
| | Charles III (1948) Maison Windsor                                                             | 8 septembre 2022 | En cours         | Charles Philip Arthur George                        | Camilla Shand                |
| Gouverneur général : Dame Cindy Kiro | Charles III (1948) Maison Windsor                                                             |                  |                  |                                                     |                              |
| Premiers ministres : Jacinda Ardern, Chris Hipkins, Christopher Luxon | Charles III (1948) Maison Windsor                                                             |                  |                  |                                                     |                              |

## Liste des consorts néo-zélandais
| Portrait              | Nom                                                          | Devenu consort                                   | Cessé d'être consort                             | Époux/Épouse |
| --------------------- | ------------------------------------------------------------ | ------------------------------------------------ | ------------------------------------------------ | ------------ |
| Alexandra de Danemark | Alexandra de Danemark (1er décembre 1844 – 20 novembre 1925) | 26 septembre 1907 accession de son mari          | 6 mai 1910 mort de son mari                      | Édouard VII  |
| Marie de Teck         | Mary de Teck (26 mai 1867 – 24 mars 1953)                    | 6 mai 1910 accession de son mari                 | 20 janvier 1936 mort de son mari                 | George V     |
| Elizabeth Bowes-Lyon  | Elizabeth Bowes-Lyon (4 août 1900 – 30 mars 2002)            | 11 décembre 1936 accession de son mari           | 6 février 1952 mort de son mari                  | George VI    |
| Philip Mountbatten    | Philip Mountbatten (10 juin 1921 – 9 avril 2021)             | 6 février 1952 accession de sa femme             | 9 avril 2021 à sa mort                           | Élisabeth II |
| Camilla Shand         | Camilla Shand (née le 17 juillet 1947)                       | depuis le 8 septembre 2022 accession de son mari | depuis le 8 septembre 2022 accession de son mari | Charles III  |